# The Man (pjesma Taylor Swift)
"The Man" je pjesma američke kantautorice Taylor Swift s njezinog sedmog studijskog albuma Lover (2019.). Pjesma je objavljena je 27. sviječnja 2020. kao četvrti singl s albuma, a spot za pjesmu je objavljen 27. veljače 2020. Swift je pjesmu napisala i producirala s Joelom Littleom. Glazbeno, to je synth-pop pjesma koja sadrži harmonije i tamni synth. Kroz ovu pjesmu Swift se zapitala kako bi svijet reagirao na njen uspjeh da je on muško. U SAD-u je pjesma dosegla 23. mjesto na Billboard Hot 100 i broj 4 na Rolling Stone Top 100. Ušla je i u top 40 na ljestvicama u Australiji, Belgiji, Kanadi, Češkoj, Estoniji, Mađarskoj, Irskoj, Maleziji., Novom Zelandu, Norveškoj, Singapuru, Slovačkoj i Velikoj Britaniji.
7. veljače 2020. na YouTubeu je objavljen animirani lirski video pjesme. 18. veljače 2020. na sve je glazbene platforme objavljena live akustična verzija pjesme pod nazivom "The Man (uživo iz Pariza)". Službeni glazbeni video za "The Man" objavljen je 27. veljače 2020., a režirala ga je sama Swift, obilježivši svoj solo redateljski debi.

## Promocija
Sjedinjenim Američkim Državama, nakon izdavanja albuma Lover, "The Man" je debitirao na broju 4 na ljestvici Billboard Streaming Songs, broj 23 na Billboard Hot 100 i broj 32 na Billboardovoj ljestvici za prodaju digitalnih pjesama. Singl je brzo postao najzapaženija pjesma na radiju.
25. veljače 2020. Swift je putem svojih društvenih medija objavila da će glazbeni video biti objavljen za dva dana. Video je režirala Swift, što je bio njezin službeni solo redateljski debi. Swift je odgovarala na pitanja obožavatelja sat vremena prije premijere glazbenog videa na YouTubeu 27. veljače 2020. Izjavila je da je cijela priprema za glazbeni video - uključujući planiranje sastanaka, izradu tabli za raspoloženje, izviđačke lokacije i kostime i scenografiju - trajala nekoliko mjeseci.

## O pjesmi
The Man" je synth-pop pjesma u kojoj se nalaze blistave harmonije i tamnisynth. Preko produkcije, Swift osporava dvostruke društvene seksističke standarde, a tekst pjesme uključuje značajnu referencu na američkog glumca Leonarda DiCaprija. Swift koristi glumca kao primjer da objasni seksizam, pjevajući "I nazdravljali bi mi, oh, neka igrači igraju / Bila bih poput Lea u Saint-Tropezu". Uzevši intervju iz Billboarda u prosincu 2019., Swift je rekla da je pjesmu napisala ne samo iz osobnog iskustva, već i iz slušanja općih iskustava žena koje rade u svim dijelovima glazbene industrije.

## Ljestvice
| Ljestvice                  | Najviša pozicija |
| -------------------------- | ---------------- |
| Australija                 | 17               |
| Češka                      | 33               |
| Estonija                   | 34               |
| Hrvatska                   | 40               |
| Irska                      | 16               |
| Kanada                     | 19               |
| Mađarska                   | 30               |
| Novi Zeland                | 15               |
| Sjedinjene Američke Države | 4                |
| Slovačka                   | 31               |
| Ujedinjeno Kraljevstvo     | 21               |

## Prijevod na hrvatski
Bila bih kopleksna, bila bih cool
Rekli bi da sam bila u slobodnim vezama prije nego što sam našla nekoga kome ću se obvezati
Onda bi to bilo u redu i za mene
Za svako svoje osvajanje bila bih ti još veći šef
Bila bih neustrašivi vođa
Bila bih alfa
Kada ti svi vjeruju
Kako je to?
Zlo mi je od trčanja najbrže što mogu
S mišlju da bih prije došla do cilja da sam muškarac
I već mi je dosta toga da me opet napadaju
Jer da sam muško, bila bih muškarac
Bila bih muškarac
Bila bih muškarac
Rekli bi da sam se borila, radila za to
Ne bi tresli glavama i preispitivali koliko ovoga zaslužujem
Što sam nosila, jesam li bila nepristojna
Bi li se sve moglo razlikovati od mojih dobrih ideja i naglih poteza
Nazdravljali bi meni, oh, nek' igrači igraju
Bila bih baš kao Leo u Saint-Tropezu
Zlo mi je od trčanja najbrže što mogu
S mišlju da bih prije došla do cilja da sam muškarac
I već mi je dosta toga da me opet napadaju
Jer da sam muško, bila bih muškarac
Bila bih muškarac
Bila bih muškarac
Kako je to hvaliti se zgrtanjem novca
Kad imaš kukče i modele
I ako si loš, sve je u redu
I ako si ljut, sve je dobro
Da se hvalim svojim novcem
Bila bih kučka, ne glavna faca
Predstavili bi me kao da nisam loša
Znači u redu je što se ljutim
Zlo mi je od trčanja najbrže što mogu
S mišlju da bih prije došla do cilja da sam muškarac (znate to)
I već mi je dosta toga da me opet napadaju (opet napadaju)
Jer da sam muško (da sam muško), bila bih muškarac (bila bih muškarac)
Zlo mi je od trčanja najbrže što mogu (najbrže što mogu)
S mišlju da bih prije došla do cilja da sam muškarac (Hej!)
I već mi je dosta toga da me opet napadaju (opet napadaju)
Jer da sam muško (da sam muško), bila bih muškarac
Bila bih muškarac
Bila bih muškarac (Oh)
Bila bih muškarac (Da)
Bila bih muškarac (Bila bih muškarac)

Prijevod je dostupan i ovdje.